# 日比谷入江

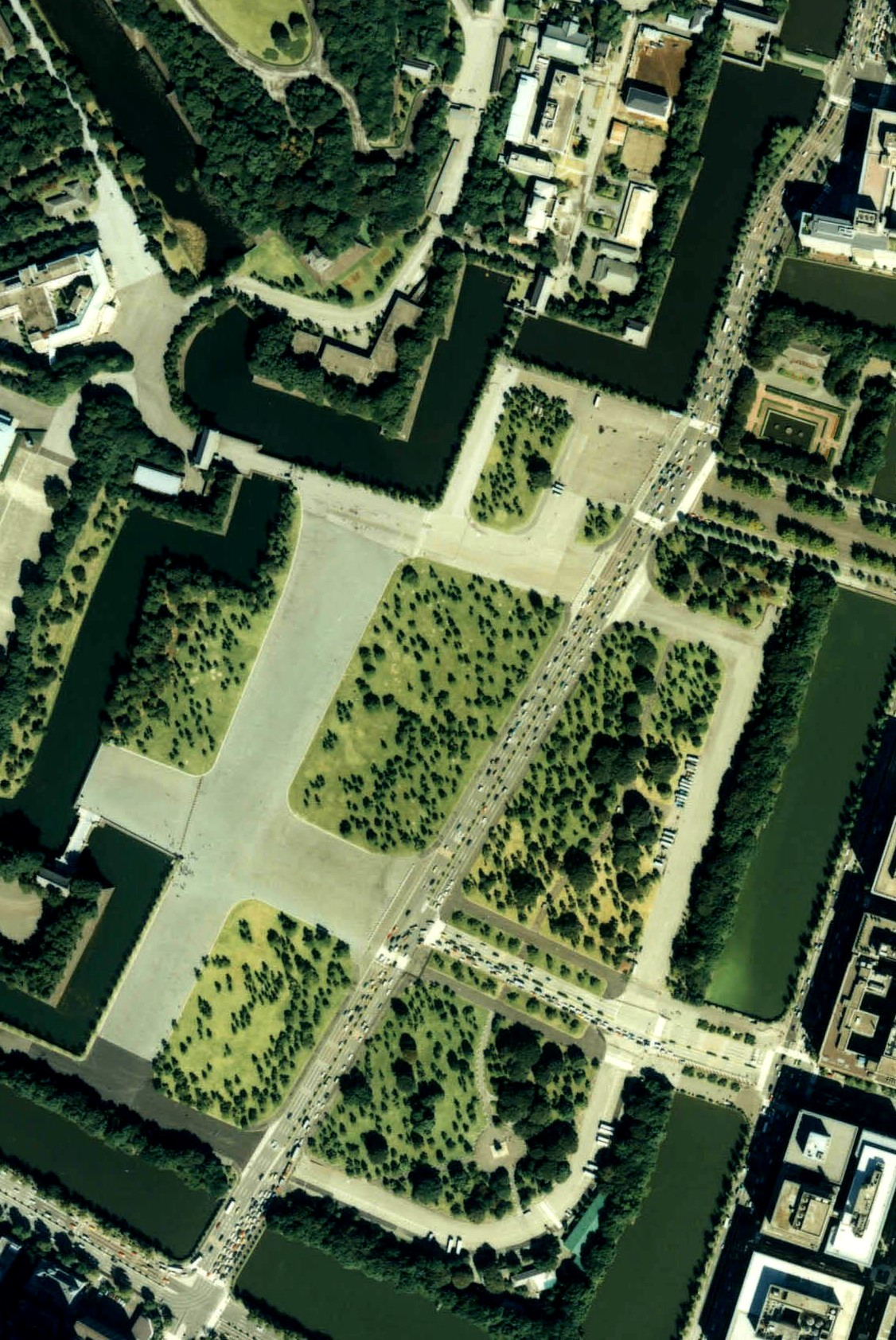
皇居外苑。濠は入江の名残。

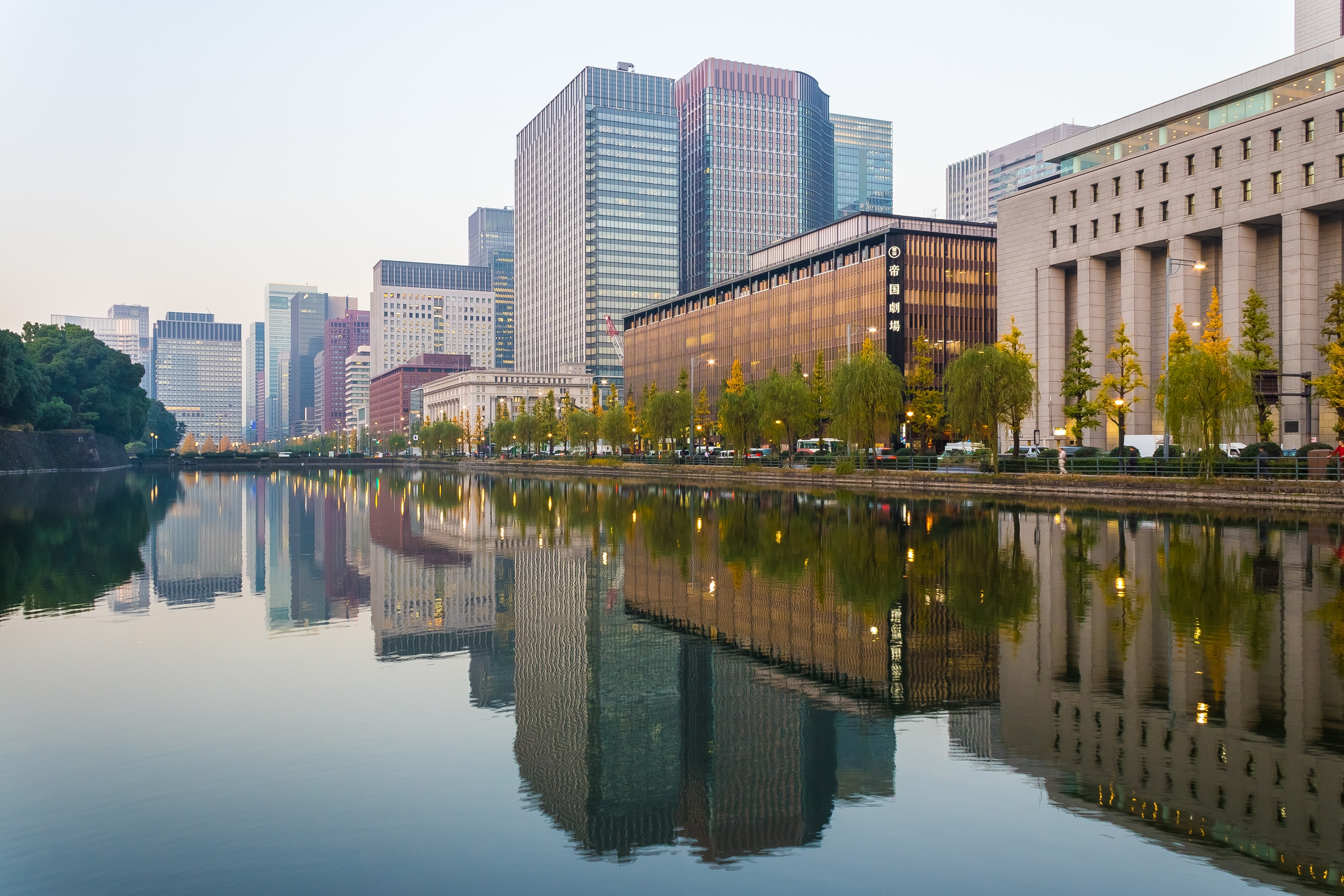
入江の名残である日比谷濠

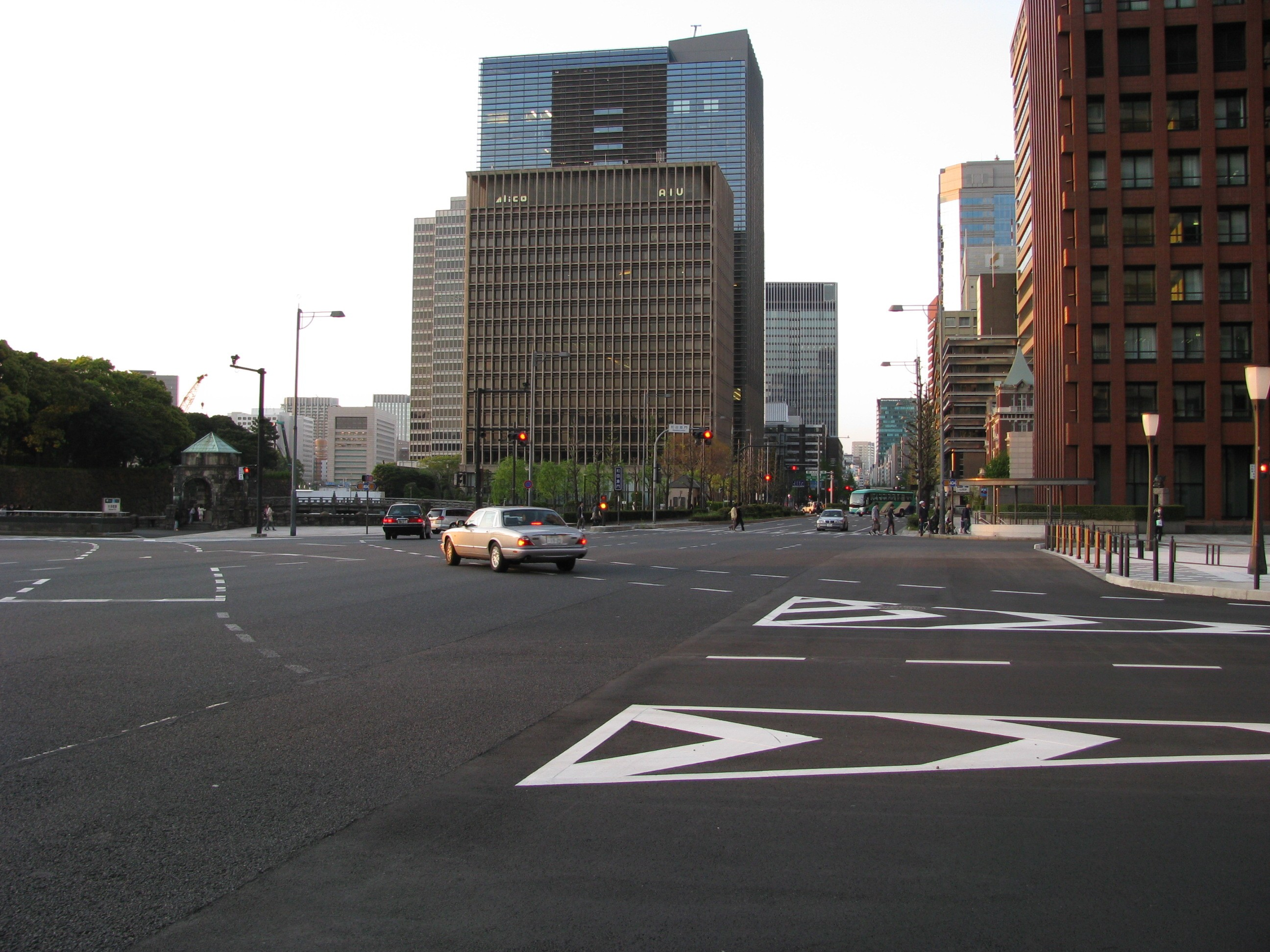
丸の内の和田倉門交差点（左の緑地が皇居外苑）。かつては海に面していた。

日比谷入江（ひびやいりえ）は、現在の東京都千代田区南東部の日比谷一帯を中心に、江戸時代初頭まであった入り江である。
この入江は、江戸湾（東京湾）北西奥に、新橋付近を湾口として北に伸びていた。最奥部は現在の大手町で、徳川家康の関東入国以前、北から流れる平川（現神田川）の河口があり、入江は低湿地となっていた。
西は武蔵野台地の東端である本丸台地（江戸城）に、東は武蔵野台地が北から回りこんだ本郷台地からさらに南方に（現在の山手線沿いに）延びる半島である江戸前島に囲まれていた。
江戸時代初頭には軍港として利用された（商港の江戸湊は江戸前島の反対側の東海岸に建てられた）。1620年代になると建設残土などを使った天下普請による埋め立てが進行し、大名屋敷となった。これに伴い、漁民は京橋と芝口に移住した。

## 現在
現在も江戸前島と比べて地形が低くなっており、かつての位置を判別できる。日比谷濠や馬場先濠は日比谷入江の名残と言える。また白鳥濠付近には「汐見坂」と呼ばれる坂があるが、この名称は元来「海（＝日比谷入江）の見える坂」を意味したものであった。